# Раст, Пол
Пол Роберт Раст (англ. Paul Robert Rust род. 12 апреля 1981, Айова, США) — американский актёр, комик, писатель и музыкант, наиболее известный благодаря ролям в фильме «Ночь с Бет Купер» и сериале «Любовь».

## Ранние годы
Раст родился в Ле-Марсе, Айова, в семье сын Джинн и Боба Растов. Он был воспитан в традиции католицизма и посещал католическую школу Гелена. В 2004 году окончил Айовский университет. В молодости страдал обсессивно-компульсивным расстройством.

## Карьера
Раст выступал в качестве стэндап-комика в Upright Citizens Brigade Theater в Лос-Анжелесе. Он снимался в таких фильмах как «Полупрофессионал», «Бесславные ублюдки», «Ночь с Бет Купер» и «Весёлый ужин мамочек». В 2016—2018 годах Раст играл главную роль в сериале Netflix «Любовь», который он создал вместе со своей женой.
В 2006 году Раст вместе с актрисой Шарлин И основали группу The Glass Beef. Также он является исполнителем и бас-гитаристом в комедийном рок-дуэте Don’t Stop or We’ll Die, второй участник которого — комик Майкл Кэссиди.

## Личная жизнь
В октябре 2015 года Раст женился на писательнице Лесли Арфин. В 2017 году у пары родилась дочь.

## Избранная фильмография
| Год       |    | Русское название                | Оригинальное название        | Роль                        |
| --------- | -- | ------------------------------- | ---------------------------- | --------------------------- |
| 2006      | с  | Дрейк и Джош                    | Drake & Josh                 | Итан                        |
| 2008      | ф  | Полупрофессионал                | Semi-Pro                     | Даррен в инвалидном кресле  |
| 2009      | с  | Поздней ночью с Джимми Фэллоном | Late Night with Jimmy Fallon | нюхач                       |
| 2009      | ф  | Бесславные ублюдки              | Inglourious Basterds         | рядовой Энди Каган          |
| 2009      | ф  | Ночь с Бет Купер                | I Love You, Beth Cooper      | Денис Куверман              |
| 2010—2013 | мс | Команда Фастфуд                 | A.T.H.F.                     | Зорф / Нилзебаб             |
| 2011      | с  | Мистер Саншайн                  | Mr. Sunshine                 | режиссёр                    |
| 2011—2012 | мс | Жизнь и приключения Тима        | The Life & Times of Tim      | Тим в реконструкции / Эйб   |
| 2012      | с  | Парки и зоны отдыха             | Parks and Recreation         | Брайан Рейсинс              |
| 2012—2013 | мс | Трон: Восстание                 | Tron: Uprising               | Отт / дополнительные голоса |
| 2012—2019 | мс | Закусочная Боба                 | Bob’s Burgers                | разные персонажи            |
| 2013      | ф  | iСтив                           | iSteve                       | Билли Корган                |
| 2013—2014 | с  | Супер весёлый вечер             | Super Fun Night              | Бенджи                      |
| 2016—2018 | с  | Любовь                          | Love                         | Гас Крукшанк                |
| 2017      | ф  | Весёлый ужин мамочек            | Fun Mum Dinner               | Барри                       |
| 2017—2018 | мс | Звери                           | Animals                      | секретарь / Мейсон          |
| 2018      | мс | Американский папаша!            | American Dad!                | Деметри Вайнстейнополис     |
| 2019      | с  | Бруклин 9-9                     | Brooklyn Nine-Nine           | Майки Джозеф                |
| 2019      | с  | Чёрный понедельник              | Black Monday                 | Брандт                      |
| 2021      | мс | Великий север                   | The Great North              | Хэм Тобин                   |
| 2021      | ф  | Отчаянные аферистки             | Queenpins                    | Альберт Андерсон            |

## Дискография

### Альбомы(feat. Don’t Stop or We’ll Die)
- Gorgeous (2014)[4]
- Dazzle Me (2018)[5]

### EP(feat. Don’t Stop or We’ll Die)
- The Ballad of Bird and Fox (2008)[6]
- One of the Gang (2011)